# NGC 1214
NGC 1214 is een spiraalvormig sterrenstelsel in het sterrenbeeld Eridanus. Het hemelobject werd op 21 oktober 1886 ontdekt door de Amerikaanse astronoom Lewis A. Swift.

## Synoniemen
- PGC 11675
- MCG -2-8-51
- HCG 23A